# Nomi di località romane in Britannia

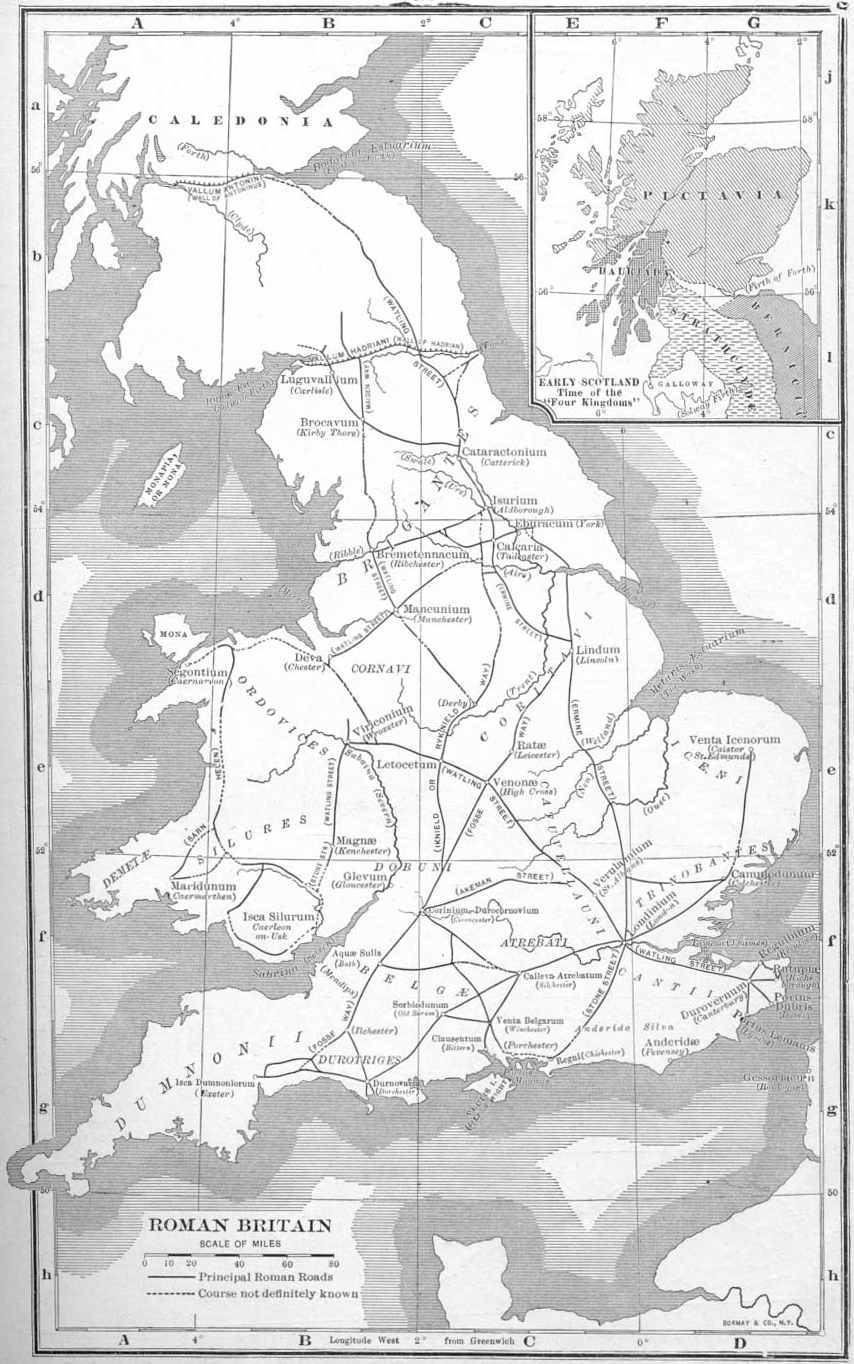
Principali siti romani in Inghilterra

Parziale lista dei nomi di luogo romani in Gran Bretagna, alcuni dei quali documentati solo da fonti romane.

## Paesi
| Nome romano | Nome moderno   | Fonte           |
| ----------- | -------------- | --------------- |
| Albione     | Gran Bretagna  | Claudio Tolomeo |
| Britannia   | Gran Bretagna  | Tacito          |
| Cambria     | Cymru (Galles) |                 |
| Caledonia   | Scozia         | Tacito          |
| Hibernia    | Irlanda        |                 |

## Isole
| Nome romano | Nome moderno        | Fonte   |
| ----------- | ------------------- | ------- |
| Maleo       | Mull                | Tolomeo |
| Mona        | Ynys Môn (Anglesey) | Tolomeo |
| Monaoeda    | Isola di Man        | Tolomeo |
| Orcades     | Orkney              | Tolomeo |
| Scetis      | Skye                |         |
| Taniatide   | Isola di Thanet     | Ravenna |
| Vectis      | Isola di Wight      |         |

## Città
| Nome romano                          | Nome moderno                                                       | Fonte              |
| ------------------------------------ | ------------------------------------------------------------------ | ------------------ |
| Anavio / Navio                       | Brough-on-Noe, Valle della speranza, Derbyshire (Vedi anche Navio) |                    |
| Aquae Arnemetiae                     | Buxton, Derbyshire                                                 |                    |
| Aquae Sulis                          | Bath                                                               |                    |
| Ardotalia                            | Gamesley, Glossop, Derbyshire                                      |                    |
| Caeseromagus                         | Chelmsford, Essex                                                  | AI                 |
| Calcaria                             | Tadcaster, Yorkshire settentrionale                                | AI                 |
| Calleva Atrebatum                    | Silchester                                                         | AI                 |
| Camulodunum                          | Colchester                                                         | Ravenna            |
| Clausentum                           | Bitterne, Hampshire                                                |                    |
| Corinium Dobunnorum                  | Cirencester                                                        |                    |
| Corstopitum                          | Corbridge                                                          |                    |
| Danum                                | Doncaster                                                          | Notitia dignitatum |
| Deva Victrix                         | Chester                                                            |                    |
| Portus Dubris o semplicemente Dubris | Dover                                                              | AI                 |
| Durnovaria                           | Dorchester                                                         |                    |
| Durocobrivis                         | Dunstable                                                          |                    |
| Durocornovium                        | Swindon                                                            |                    |
| Durolipons                           | Cambridge                                                          |                    |
| Durolitum                            | Romford                                                            |                    |
| Durovernum Cantiacorum               | Canterbury                                                         |                    |
| Eboracum                             | York                                                               | Tolomeo            |
| Garrianonum                          | Burgh Castle                                                       |                    |
| Colonia Nervia Glevensium            | Gloucester                                                         |                    |
| Hortonium                            | Halifax                                                            |                    |
| Isca Dumnoniorum                     | Exeter                                                             | AI                 |
| Isca Augusta o Isca Silurium         | Caerleon                                                           |                    |
| Lactodurum                           | Towcester                                                          |                    |
| Lindinis                             | Ilchester                                                          |                    |
| Lindum Colonia                       | Lincoln                                                            |                    |
| Londinium                            | Londra                                                             | Tolomeo; AI        |
| Mamucium                             | Manchester                                                         |                    |
| Mediolanum                           | Whitchurch                                                         |                    |
| Noviomagus Regnorum                  | Chichester                                                         |                    |
| Noviomagus Cantiacorum               | Crayford                                                           |                    |
| Ratae Coritanorum                    | Leicester                                                          |                    |
| Segontium                            | Caernarfon                                                         |                    |
| Venta Belgarum                       | Winchester                                                         | AI                 |
| Verulamium                           | St Albans                                                          | Tacito             |
| Viroconium                           | Wroxeter                                                           |                    |
| Vindolanda                           | Chesterholm                                                        |                    |